# Корчёвка (Стрыйский район)

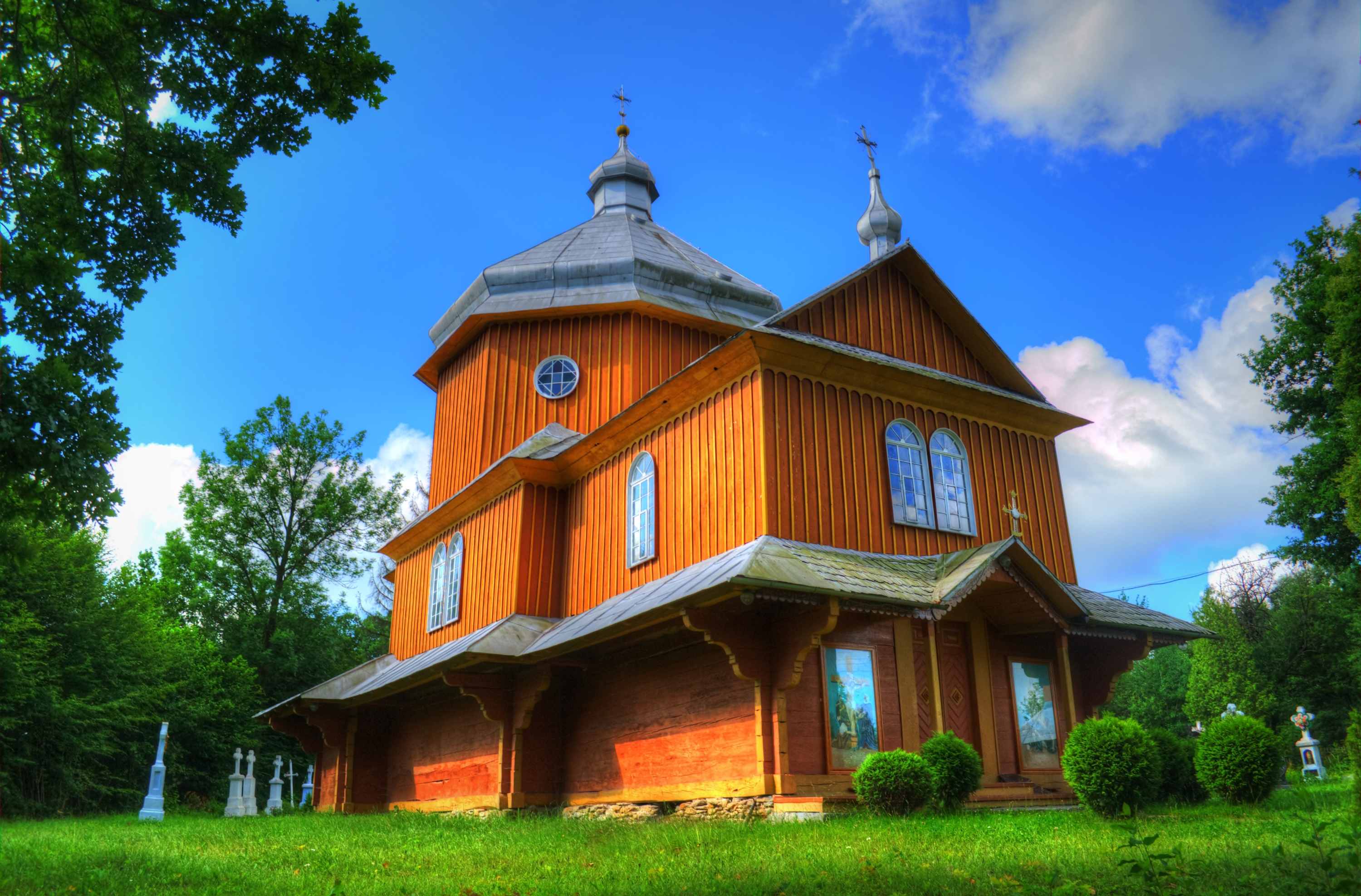
Церковь Покрова Пресвятой Богородицы

Корчёвка (укр. Корчівка) — село в Журавновской поселковой общине Стрыйского района Львовской области Украины.
Население по переписи 2001 года составляло 244 человека. Занимает площадь 1,12 км². Почтовый индекс — 81795. Телефонный код — 3239.